# Xenesthis immanis
Xenesthis immanis is een spinnensoort in de taxonomische indeling van de vogelspinnen (Theraphosidae). Het dier behoort tot het geslacht Xenesthis. De wetenschappelijke naam van de soort werd voor het eerst geldig gepubliceerd in 1875 door Ausserer.
De spin, die relatief groot kan worden (met een lichaamslengte van 6-7 cm), komt voor in Colombia. Het is bekend dat de soort een mutuele interactie vertoont met de kikkersoort Chiasmocleis ventrimaculata. De spin zorgt daarbij voor bescherming tegen predatoren. De gevangen prooien worden verteerd door insecten, die door de kikker worden opgegeten. Als tegenprestatie beschermt de kikker de eieren van de spin tegen rovende mieren.